# Kempten (Allgäu)
Kempten i Allgäu er en kreisfri by i Regierungsbezirk Schwaben i den tyske delstat Bayern, i det sydlige Tyskland.
Kempten, der er en undervisningsby, er blandt de ældste i Tyskland. Den er centrum i den omliggende ferieregion Allgäu og et skole- forvaltnings- og handelscentrum. Kempten er efter Augsburg den næststørste by i den bayerske del af Schwaben.

## Geografi
Kempten ligger i en højde fra 646 m til 920 moh. ved nordranden af Alperne og ved bredderne af floden Iller omkring 30 km syd for Memmingen og 30 km nord for Oberstdorf.
Kempten er den næsthøjest beliggende by med over 50.000 indbyggere efter Villingen-Schwenningen i Schwarzwald (82.000 indbyggere i 704 meters højde) med den gamle bydel liggende i 672 meters højde.

### Inddeling
Bykernen består af bydelene Kempten (Allgäu), Sankt Lorenz og Sankt Mang.
Derudover ligger i kommunen disse landsbyer, hvoraf de fleste er vokset sammen med Kempten: Adelharz, Breiten, Dreifaltigkeit, Eggen, Eich, Ellharten, Göhlenbach, Härtnagel, Halden, Haslach, Haubensteig, Heiligkreuz (med det tidligere Kloster Heilig Kreuz Kempten), Hinterbach, Hirschdorf, Hub, Lenzfried, Leubas, Leupolz, Lotterberg, Mariaberg, Neuhausen, Oberwang, Reichelsberg, Reinharts, Rößlings, Rothkreuz, Rottach, Sankt Mang, Seeangers, Steig, Steufzgen, Stiftallmey, Thingers, Ursulasried, Wettmannsberg og Zollhaus samt yderligere mange bebyggelser – i alt 155.

## Historie

### Antikken
Kempten er sammen med Speyer, Worms, Trier og Augsburg blandt de ældste tyske byer, og dens historie går tilbage til romernes erobring af Alpeforlandet omkring år 15 f.kr. Byen er nævnt af den græske geograf Strabon omkring 18 e.Kr. som Polis Kambodounon Ved et vadested over den uberegnelige flod Iller udviklede sig på den højre flodbred den romerske by Cambodunum. Muligvis var Cambodunum i det første århundrede hovedstad i provinsen Raetia, før den nygrundlagte Augsburg overtog denne funktion.

### Middelalder
I 740 grundlagdes en mission , der i 774 af Karl den Store blev gjort til et selvstændigt kloster, der i gennem århundrederne blev herskab over store dele af området og udviklingscenter for bebyggelsens erhvervsliv.
Kempten blev 1289 ved et privilegie fra kong Rudolf af Habsburg løst fra klosterets herskab og blev en Fri rigsstad under kongen.
Mellem 1943 og 1945 var der i den nærliggende Weidach en Außenlager af Koncentrationslejren Dachau for mellem 1.000 og 2.000 fanger, der var tvangsarbejdere for flyvemaskinefabrikken Messerschmitt

## Veje
Kempten ligger ved A 7 (Flensborg – Hamborg – Kassel – Würzburg – Ulm – Memmingen – Füssen) og den korte A 980 (AD Allgäu – Waltenhofen – B 12).
Gennem området går hovedvejene B 12 (Lindau – München – Passau – Philippsreut), die B 19 (Eisenach – Mellrichstadt – Würzburg – Ulm – Oberstdorf) og B 309 (Kempten – Pfronten).